# 印煥門
印煥門（1883年—？年），字維新，四川省犍為縣人，增生，日本早稻田大學畢業，商科進士。

## 簡歷[1]
- 留日四川同鄉會幹事長
- 留学日本官费生[2]
- 《中國商業研究會月報》編撰[3]
- 宣統三年（1911年）九月，經學部驗看考試列最優等，賞給商科進士。[4]
- 演進黨負責人，民國元年（1913年）八月後該黨與其他政黨合併為共和黨四川支部[5]，辦有《演進報》[6]
- 共和黨四川支部常務幹事，後脫黨[7]，被捕。[8]
- 成都電報局長[9]
- 四川法政學校校長
- 《西蜀新聞》社長[10]

## 著述
《犍為縣誌》十四卷卷首一卷／陳世虞修；羅綬香，印煥門等纂．民國26年(1937年)成都協美印刷公司鉛印本．